# El Kahal-Oro
El Kahal-Oro es el título compuesto de dos novelas relacionadas publicadas en 1935 por el escritor argentino Hugo Wast. En ambas obras, fuertemente antisemitas, se relata un supuesto complot para dominar al mundo llevado a cabo por el pueblo judío y su gobierno secreto, el kahal. Este libro, muy vendido en su época, ficcionaliza el contenido de los apócrifos Protocolos de los Sabios de Sion. De hecho, en el mismo prólogo de su primera edición su autor afirma que:

Sin pronunciarme sobre la insoluble cuestión de la autenticidad de los "Protocolos", me limitaré a decir que con buenas palabras de judíos alegan que son falsos; pero con hechos, todos los días nos prueban que son verdaderos. Los "Protocolos" serán falsos... pero se cumplen maravillosamente.
Wast, H. (1935). Buenos Aires, futura Babilonia. Prólogo. En Kahal-Oro . 

Agrega, repitiendo,que:

(...) la patria real del judío moderno, no es la vieja Palestina; es todo el mundo, que un día u otro espera ver sometido al cetro de un rey de la sangre de David, que será el Anticristo.
Wast, H.(1935). Buenos Aires, futura Babilonia. Prólogo. En Kahal-Oro. 

De estas novelas, que suelen publicarse juntas, se hicieron hasta 24 ediciones, la última en 1984, sumando un total de 100 000 ejemplares.
El tema de "El Kahal" y "Oro" se continúa en otras dos novelas, "Juana Tabor" y "666", publicadas hacia las mismas fechas.              
La novela ha sido elogiada por los grupos afines al nacionalismo. Al respecto sostenen que no es antisemita, sino que va contra aquellos que han dejado de adorar a Dios para rendir culto al “becerro de oro”. Agregan que es un llamado a la conversión al catolicismo del pueblo judío, tal como le sucede a uno de sus protagonistas en las páginas finales.
Según sus críticos, se trata, como la mayor parte de la obra de Wast, de un texto estilísticamente pobre, más preocupado por la propaganda de sus ideas que por la descripción de ambientes o la creación de personajes.En cuanto al argumento, recopila los tópicos antisemitas propios del nacionalcatolicismo en una trama donde aparecen las rivalidades internas del pretendido gobierno mundial judío. Algunos investigadores señalan que Wast plagió párrafos enteros de textos antisemitas franceses y destacan la fecha de la aparición de las novelas, coincidente con atentados contra instituciones judías en la Argentina y la sanción de las leyes raciales en Alemania.